# Rachel Furness
Rachel Furness (født 19. juni 1988) er en kvindelig nordirsk fodboldspiller, der spiller midtbane for engelske Liverpool i FA Women's Super League og Nordirlands kvindefodboldlandshold. Hun har tidligere spillet for de engelske topklubber Reading og Tottenham Hotspur.
Furness spillede i sommersæsonen 2010 på for islandske Grindavik UMF, og skiftede derefter hjem til Sunderland igen - hvor hun debuterede i 4-0-sejren i Premier League Cup-Newcastle i oktober 2010. Efter at have hjulpet Sunderland med at vinde Premier League-titlen, sluttede Furness sig til FA WSL-klubben Lincoln på en lejeaftale.
Hun blev i juni 2022 udtaget til den officielle trup frem mod EM i fodbold 2022 i England, som førstevalg på venstrebacken.